# Bazancourt (Oise)
Pour les articles homonymes, voir Bazancourt.
Bazancourt est une commune française située dans le département de l'Oise en région Hauts-de-France.

## Géographie

### Description
Bazancourt est un village rural picard de l'Oise, limitrophe de la Seine-Maritime, situé à 15 km au sud-est de Forges-les-Eaux, 29 km au nord-ouest de Beauvais et à 50 [km à l'est de Rouen.
Elle est desservie par le tracé initial de l'ancienne route nationale 316 (actuelle RD 316 dans l'Oise, RD 916 dans la Seine-Maritime).

### Communes limitrophes
| Gancourt-Saint-Étienne Seine-Maritime | Villers-Vermont | Fontenay-Torcy         |
| Gancourt-Saint-Étienne Seine-Maritime | Bazancourt      | ully                   |
| Gancourt-Saint-Étienne Seine-Maritime |                 | Saint-Quentin-des-Prés |

### Hydrographie
La commune est située dans le bassin Seine-Normandie. Elle n'est drainée par aucun cours d'eau,.

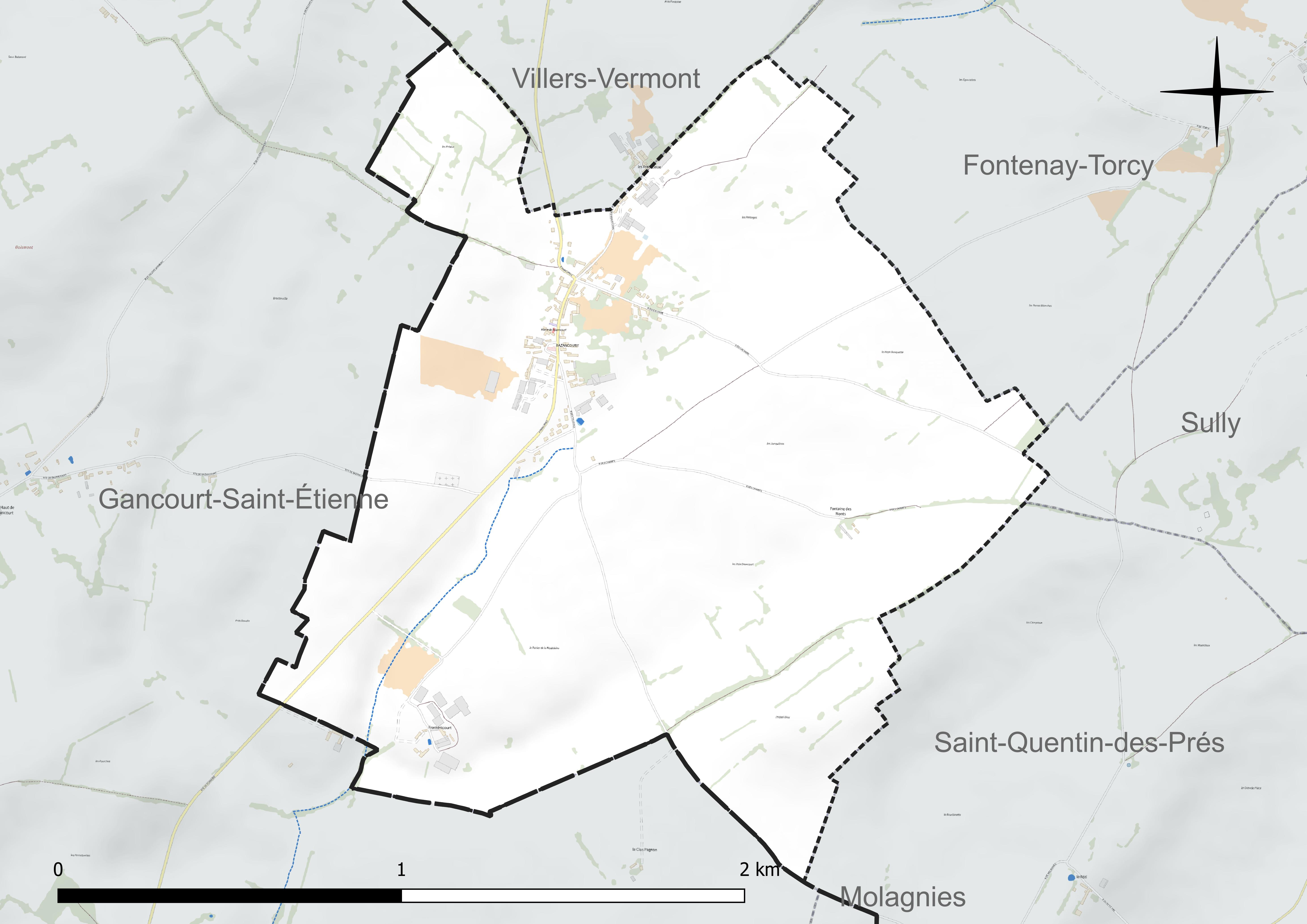
Réseau hydrographique de Bazancourt.

### Climat
Pour des articles plus généraux, voir Climat des Hauts-de-France et Climat de l'Oise.
En 2010, le climat de la commune est de type climat océanique altéré, selon une étude du CNRS s'appuyant sur une série de données couvrant la période 1971-2000. En 2020, Météo-France publie une typologie des climats de la France métropolitaine dans laquelle la commune est exposée à un climat océanique et est dans la région climatique Côtes de la Manche orientale, caractérisée par un faible ensoleillement (1 550 h/an) ; forte humidité de l'air (plus de 20 h/jour avec humidité relative> 80 % en hiver), vents forts fréquents.
Pour la période 1971-2000, la température annuelle moyenne est de 9,8 °C, avec une amplitude thermique annuelle de 13,7 °C. Le cumul annuel moyen de précipitations est de 847 mm, avec 12,7 jours de précipitations en janvier et 8,6 jours en juillet. Pour la période 1991-2020, la température moyenne annuelle observée sur la station météorologique la plus proche, située sur la commune de Saint-Arnoult à 11 km à vol d'oiseau, est de 10,4 °C et le cumul annuel moyen de précipitations est de 797,2 mm,. Pour l'avenir, les paramètres climatiques de la commune estimés pour 2050 selon différents scénarios d'émission de gaz à effet de serre sont consultables sur un site dédié publié par Météo-France en novembre 2022.

## Urbanisme

### Typologie
Au 1er janvier 2024, Bazancourt est catégorisée commune rurale à habitat dispersé, selon la nouvelle grille communale de densité à sept niveaux définie par l'Insee en 2022.
Elle est située hors unité urbaine. Par ailleurs la commune fait partie de l'aire d'attraction de Gournay-en-Bray, dont elle est une commune de la couronne,. Cette aire, qui regroupe 21 communes, est catégorisée dans les aires de moins de 50 000 habitants,.

### Occupation des sols
L'occupation des sols de la commune, telle qu'elle ressort de la base de données européenne d'occupation biophysique des sols Corine Land Cover (CLC), est marquée par l'importance des territoires agricoles (93 % en 2018), une proportion identique à celle de 1990 (93 %). La répartition détaillée en 2018 est la suivante :
terres arables (52,9 %), prairies (40,2 %), zones urbanisées (7 %). L'évolution de l'occupation des sols de la commune et de ses infrastructures peut être observée sur les différentes représentations cartographiques du territoire : la carte de Cassini (XVIIIe siècle), la carte d'état-major (1820-1866) et les cartes ou photos aériennes de l'IGN pour la période actuelle (1950 à aujourd'hui).

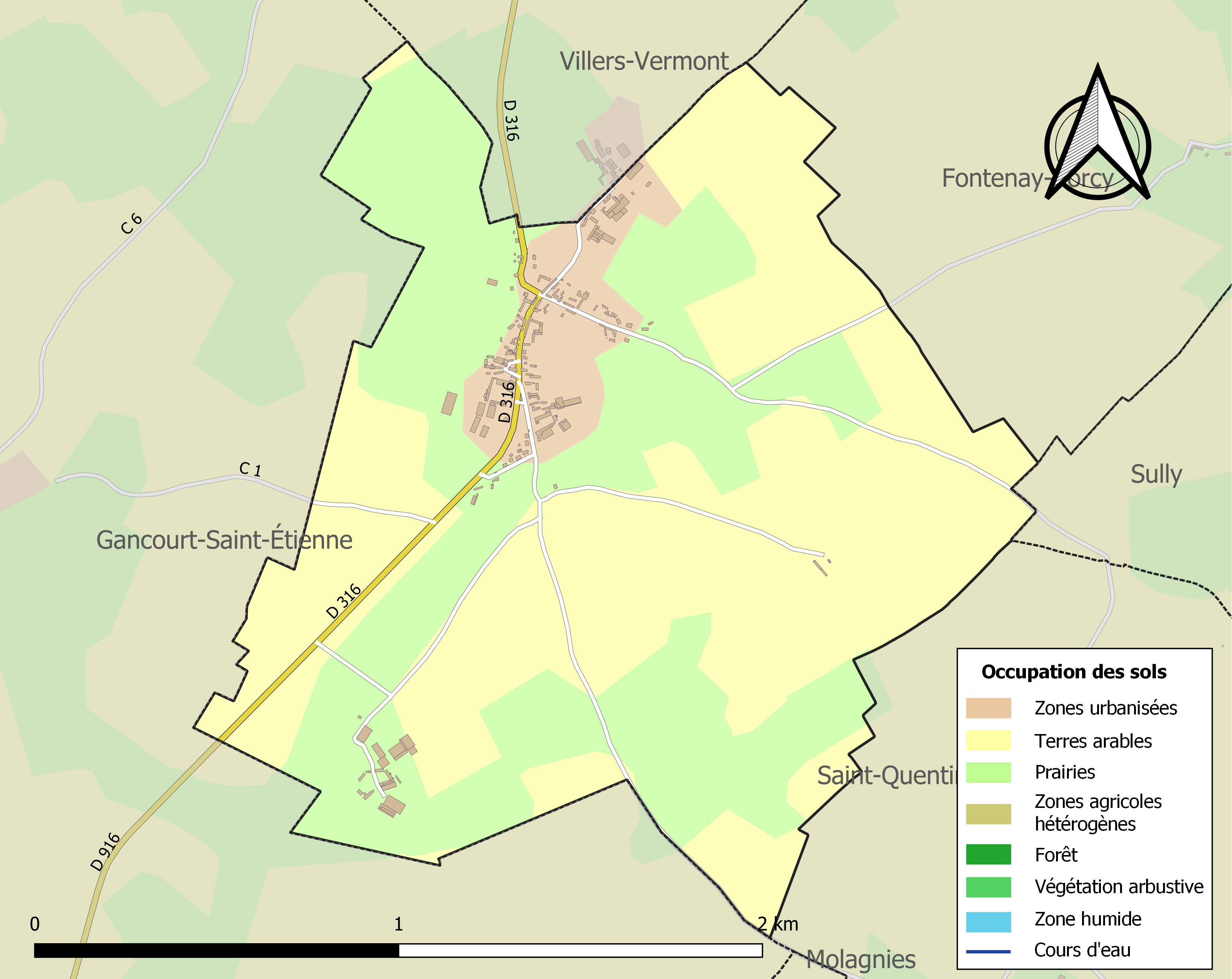
Carte des infrastructures et de l'occupation des sols de la commune en 2018 (CLC).

### Habitat et logement
En 2018, le nombre total de logements dans la commune était de 65, alors qu'il était de 60 en 2013 et de 61 en 2008.
Parmi ces logements, 91,8 % étaient des résidences principales, 4,1 % des résidences secondaires et 4,1 % des logements vacants. Ces logements étaient pour 100 % d'entre eux des maisons individuelles et pour 0 % des appartements.
Le tableau ci-dessous présente la typologie des logements à Bazancourt en 2018 en comparaison avec celle de l'Oise et de la France entière. Une caractéristique marquante du parc de logements est ainsi une proportion de résidences secondaires et logements occasionnels (4,1 %) supérieure à celle du département (2,5 %) et à celle de la France entière (9,7 %). Concernant le statut d'occupation de ces logements, 84,6 % des habitants de la commune sont propriétaires de leur logement (78,6 % en 2013), contre 61,4 % pour l'Oise et 57,5 pour la France entière.
| Typologie                                               | Bazancourt | Oise | France entière |
| ------------------------------------------------------- | ---------- | ---- | -------------- |
| Résidences principales (en %)                           | 91,8       | 90,4 | 82,1           |
| Résidences secondaires et logements occasionnels (en %) | 4,1        | 2,5  | 9,7            |
| Logements vacants (en %)                                | 4,1        | 7,1  | 8,2            |

### Voies de communication et transports
La commune est desservie, en 2023, par la ligne 539 du réseau Nomad Car 76.

## Toponymie
Les noms anciens de la localité sont : Basincurtis 1157, Becencurtis 1157, Bozencurt v. 1175, Basencurtis 1190, Basencourt 1320, Bazancourt 1757.

## Histoire
Selon Louis Graves, « Bazancourt était compris dans le marquisat de Ligneri ou de Beaulevrier, érigé à la fin du dix-septième siècle, au profit de la maison d'Epinai Saint-Luc ».
En 1836, il indiquait que la population était exclusivement employée « aux travaux agricoles, et surtout à la production du beurre et du cidre ».

## Politique et administration

### Rattachements administratifs et électoraux

#### Rattachements administratifs
La commune se trouve dans l'arrondissement de Beauvais du département de l'Oise.
Elle faisait partie depuis 1802 du canton de Songeons. Dans le cadre du redécoupage cantonal de 2014 en France, cette circonscription administrative territoriale a disparu, et le canton n'est plus qu'une circonscription électorale.

#### Rattachements électoraux
Pour les élections départementales, la commune fait partie depuis 2014 du canton de Grandvilliers
Pour l'élection des députés, elle fait partie de la deuxième circonscription de l'Oise.

### Intercommunalité
Bazancourt est membre de la communauté de communes de la Picardie Verte, un établissement public de coopération intercommunale (EPCI) à fiscalité propre créé en 1996 et auquel la commune avait transféré un certain nombre de ses compétences, dans les conditions déterminées par le code général des collectivités territoriales.

### Liste des maires
| Période                                  | Période                       | Identité                    | Étiquette | Qualité                          |
| ---------------------------------------- | ----------------------------- | --------------------------- | --------- | -------------------------------- |
| Les données manquantes sont à compléter. |                               |                             |           |                                  |
|                                          |                               | François Alexandre Godefroy |           |                                  |
| avant 1962                               |                               | André Boutin                |           |                                  |
| Les données manquantes sont à compléter. |                               |                             |           |                                  |
| mars 2001                                | En cours (au 2 décembre 2020) | Edwige Haudiquert           | DIV       | Réélue pour le mandat 2020-2026, |

## Population et société

### Démographie

#### Évolution démographique
L'évolution du nombre d'habitants est connue à travers les recensements de la population effectués dans la commune depuis 1793. Pour les communes de moins de 10 000 habitants, une enquête de recensement portant sur toute la population est réalisée tous les cinq ans, les populations de référence des années intermédiaires étant quant à elles estimées par interpolation ou extrapolation. Pour la commune, le premier recensement exhaustif entrant dans le cadre du nouveau dispositif a été réalisé en 2005.

En 2022, la commune comptait 103 habitants, en évolution de −20,16 % par rapport à 2016 (Oise : +0,87 %, France hors Mayotte : +2,11 %).
| 1793 | 1800 | 1806 | 1821 | 1831 | 1836 | 1841 | 1846 | 1851 |
| ---- | ---- | ---- | ---- | ---- | ---- | ---- | ---- | ---- |
| 203  | 159  | 176  | 219  | 230  | 241  | 211  | 225  | 211  |

| 1856 | 1861 | 1866 | 1872 | 1876 | 1881 | 1886 | 1891 | 1896 |
| ---- | ---- | ---- | ---- | ---- | ---- | ---- | ---- | ---- |
| 192  | 200  | 210  | 177  | 193  | 167  | 167  | 168  | 151  |

| 1901 | 1906 | 1911 | 1921 | 1926 | 1931 | 1936 | 1946 | 1954 |
| ---- | ---- | ---- | ---- | ---- | ---- | ---- | ---- | ---- |
| 151  | 149  | 148  | 135  | 137  | 122  | 91   | 131  | 131  |

| 1962 | 1968 | 1975 | 1982 | 1990 | 1999 | 2005 | 2006 | 2010 |
| ---- | ---- | ---- | ---- | ---- | ---- | ---- | ---- | ---- |
| 130  | 119  | 121  | 119  | 120  | 152  | 137  | 134  | 129  |

| 2015 | 2020 | 2022 | - | - | - | - | - | - |
| ---- | ---- | ---- | - | - | - | - | - | - |
| 130  | 106  | 103  | - | - | - | - | - | - |

#### Pyramide des âges
La population de la commune est relativement âgée.
En 2018, le taux de personnes d'un âge inférieur à 30 ans s'élève à 24,5 %, soit en dessous de la moyenne départementale (37,3 %). À l'inverse, le taux de personnes d'âge supérieur à 60 ans est de 36,8 % la même année, alors qu'il est de 22,8 % au niveau départemental.
En 2018, la commune comptait 59 hommes pour 62 femmes, soit un taux de 51,24 % de femmes, légèrement supérieur au taux départemental (51,11 %).
Les pyramides des âges de la commune et du département s'établissent comme suit.
| Hommes | Classe d’âge | Femmes |
| ------ | ------------ | ------ |
| 1,9    | 90 ou +      | 3,7    |
| 7,7    | 75-89 ans    | 14,8   |
| 21,2   | 60-74 ans    | 24,1   |
| 34,6   | 45-59 ans    | 27,8   |
| 5,8    | 30-44 ans    | 9,3    |
| 21,2   | 15-29 ans    | 9,3    |
| 7,7    | 0-14 ans     | 11,1   |

| Hommes | Classe d’âge | Femmes |
| ------ | ------------ | ------ |
| 0,5    | 90 ou +      | 1,4    |
| 5,5    | 75-89 ans    | 7,6    |
| 15,6   | 60-74 ans    | 16,3   |
| 20,8   | 45-59 ans    | 20     |
| 19,4   | 30-44 ans    | 19,4   |
| 17,6   | 15-29 ans    | 16,2   |
| 20,6   | 0-14 ans     | 19,1   |

### Manifestations culturelles et festivités
L'association Ouvre les Yeux organise à Bazancourt le festival in situ, une biennale du livre d'artistes organisée en milieu rural. L'édition 2020 réunit artistes français et latino américains et habitants sur la question de l'art comme moyen de rencontres et d'expression du quotidien.

## Culture locale et payrimoine

### Lieux et monuments
L'église Saint-Symphorien est constituée d'une nef du XIe siècle et d'un chœur du XVIe siècle terminé par une abside à trois pans. Une travée supportant le clocher a été rajoutée au XVIIe siècle. Elle n'a pas de contreforts. Elle possède une charpente en carène contemporaine, un bel autel Louis XVI en bois peint en bois imitant le marbre, un rare lutrin du XVIIe siècle orné de l'aigle de saint Jean, d'un serpent (symbole du Mal) et d'un lion (symbole de la Résurrection) sculptés sur le piédestal. Cinq vitraux évoquant la vie du Christ ont été réalisés en 1880 par Marette, maître verrier à Evreux, pour les fenêtres du chœur,.

### Personnalités liées à la commune
- Philippe Mallet (1606-1679), ingénieur militaire puis professeur de mathématiques au collège de Bourgogne à partir de 1654, maître de Alain Manesson Mallet, est né à Bazancourt.
- Le poète africain Tchicaya U Tam'si (1931-1988) y possédait une maison et y est mort..